# Ерол Отус
Ерол Отус (англ. Erol Otus) — американський художник і геймдизайнер, відомий у всьому світі своїм внеском у жанр фентезійних рольових ігор (RPG), особливо на початку франшизи Dungeons & Dragons. Він також відомий своїми роботами над багаторазовою нагородою. Star Control II, а також озвученням однієї з рас персонажів, Чммр, у тій самій грі.

## Життєпис
Отус закінчив середню школу в Берклі, Каліфорнія. Художник-самоучка з дитинства, Отус зацікавився рольовими іграми. Його першою професійною художньою роботою в цьому жанрі був Ардуїн Гримуар у 1977 році. Він отримав почесну згадку на конкурсі фанартів у журналі Драґон № 13, що також призвело до роботи в художньому відділі ігрової компанії TSR у Лейк-Женеві, штат Вісконсін у 1970-х роках. Залишивши компанію, він вивчав живопис в Каліфорнійському університеті в Берклі, а також відвідував уроки в Академії мистецтв у Сан-Франциско. Він назвав широкий спектр впливів на свою творчість від доктора Сьюза та Френка Фразетти до сучасних художників, таких як Жуан Міро, Віллем де Кунінг та Василь Кандинський.

## Рольові ігри
Ерол Отус був плідним учасником ранньої франшизи Dungeons & Dragons (D&D), створивши повні обкладинки, а також багато інтер'єрних ілюстрацій для матеріалів TSR. Наприклад, він створив обкладинку для першої версії посібника D&D Deities & Demigods і проілюстрував у ньому пантеон Ктулху. За словами іншого автора Джеффа Ді, під час пізнішого очищення офісів TSR багато оригінальних версій цієї роботи було втрачено.
Отус також надав обкладинки та ілюстрації інтер'єру для Goodman Games, Oracle Games (зокрема , Alma Mater — The High School RPG) і серії Arduin. Його творчість була представлена на обкладинках нового видання HackMaster і випуску № 8 Fight On!
Працюючи в TSR, Отус посів друге місце в 4-му запрошеному турнірі TSR Masters AD&D на Gen Con XIII, конкурсі на вибір найкращого майстра підземель у грі. Він змагався з такими людьми, як Ленард Лакофка, і перше місце посів Френк Менцер.
У 2014 році Скотт Тейлор із Black Gate назвав Ерола Отуса 9A у списку 10 найкращих художників RPG за останні 40 років, сказавши: «Я аплодую Отусу за те, що він зберіг свій стиль і залишився вірним своєму корінню, тому включення до цього список — це гідна честь».

## Відео ігри
Компанія Отуса також надала ілюстрації, постановочний дизайн і голос за кадром для таких комп'ютерних ігор, як The Last Ninja, Star Trek: Generations, Mail Order Monsters і Star Control II. Star Control II була названа IGN 17-ю найкращою грою всіх часів, а GameSpot — однією з найкращих ігор усіх часів.

## Інші доробки
Отус створив обкладинку для альбому Down Among The Deadmen (2000) американського хеві-метал-гурту Slough Feg (тоді відомого як Lord Weird Slough Feg).

## Вшанування
У пригодницькому модулі Dungeons & Dragons «A4: In the Dungeons of the Slave Lords» частиною скарбів на кораблях работорговців є серія картин нібито відомого художника-дроу на ім'я «Ool Eurts» (анаграма Ерола Отуса).
У Dungeons & Dragons 2nd Edition Boxed set, «Night Below» зустріч у Книзі III містить божевільного вигнанця Дроу на ім'я Отіл Еріс, ще один кивок на нього та на попередній модуль, процитований вище.